# لیام کریگان
لیام کریگان (انگلیسی: Liam Kerrigan؛ زادهٔ ۹ مهٔ ۲۰۰۰) بازیکن فوتبال اهل جمهوری ایرلند است که در حال حاضر برای باشگاه فوتبال کومو بازی می‌کند. 
وی همچنین در تیم ملی فوتبال زیر ۲۱ سال جمهوری ایرلند بازی کرده است.